# ジャム (音楽)
ジャムセッション（英: jam session）とは、本格的な準備や、予め用意しておいた楽譜、アレンジにとらわれずに、ミュージシャン達が集まって即興的に演奏をすることである。特にこれを重視するバンドをジャム・バンドという。類似語としてアドリブやインプロヴィゼーション（即興）がある。

## 概要
ジャムセッションのジャムという単語は「機械が詰まる」という意味で1890年に用いられたのが初出である。これが「苦境、窮地」という口語的な意味で利用されはじめたのは1914年頃とされている。「バンド全体で演奏される、短い、自由な即興のパッセージ」という意味はジャズシーンで1929年に用いられ始め、1933年にはジャム・セッションという言葉を生んだ。
ジャムという言葉は、広い意味では、ロックやジャズの演奏中のひらめきによる即興演奏の部分を指している。ジャムセッションという言葉は、新しいフレーズを探したり、感性に合ったアレンジを見つけたりする作業を指しても使われる。あるいは集まって演奏することや、一緒に練習したりすることを指しても使われる。

## ジャズ・シーン
ニューヨークのジャズシーンは、閉店後のジャムセッションで有名だった。最も有名な閉店後のジャムセッションの1つは、1940年代から1950年代早期にMinton's Playhouseで行われていたものである。Minton's Playhouse でのジャムセッション (Minton's jams) は豊かで、創造性に富んだ演奏の場で、ベン・ウェブスターやレスター・ヤングなどのような今や認められているソロイストたちの実験場となっていた。
そこに参加した若いジャズミュージシャン達は、やがてビバップムーブメントをリードする代表的な演奏家になっていった。Minton's house のピアニストだったセロニアス・モンクや、チャーリー・パーカー、ディジー・ガレスピーらである。Minton's jams は、そのレベルの高い"カッティング・コンテスト/cutting contest"が伝説となっている。ソロイスト達は、Minton's house のバンドとの伴奏を維持しながら、互いに即興演奏を掛け合う技術を磨いた。

## R&B/ファンク・シーン
ジェームス・ブラウンのJBs、ブッカーT&MGズ、ジョー・テックスのバック・バンド、バーケイズなどが、曲の間奏部分で優れたジャム/インプロヴィゼーションを披露している。

## ロック・シーン
ポピュラー音楽やロック・ミュージシャンの楽器演奏の熟練度は、1960年代半ばから1970年代初期にかけて向上した。演奏の中でジャムをすること、ジャミング(jamming) はロックの演奏のなかで普通にフィーチャーされるようになった。クリームやThe Jimi Hendrix Experience、グレイトフル・デッド、オールマン・ブラザーズ・バンド は、ライブのなかの要素の1つとして、15分以上のジャムを展開することもあった。録音された演奏（レコード）の例としては、エリック・クラプトンの1970年代早期のバンド デレク・アンド・ザ・ドミノス のアルバム Layla and Other Assorted Love Songs25周年記念エディションが一つの例である。デレク&ドミノスと、オールマン・ブラザーズ・バンドのデュアン・オールマンのジャムだが、オールマンは秀逸なギター・プレイを披露している。
他の録音されたジャムとしては、ジョージ・ハリスンのオール・シングス・マスト・パスの追加トラック"Apple Jam"が挙げられる。1970年に発売されたジョージ・ハリスンのソロアルバムで、多くのセッションミュージシャンがフィーチャーされている。